# Les pays baltes se réveillent

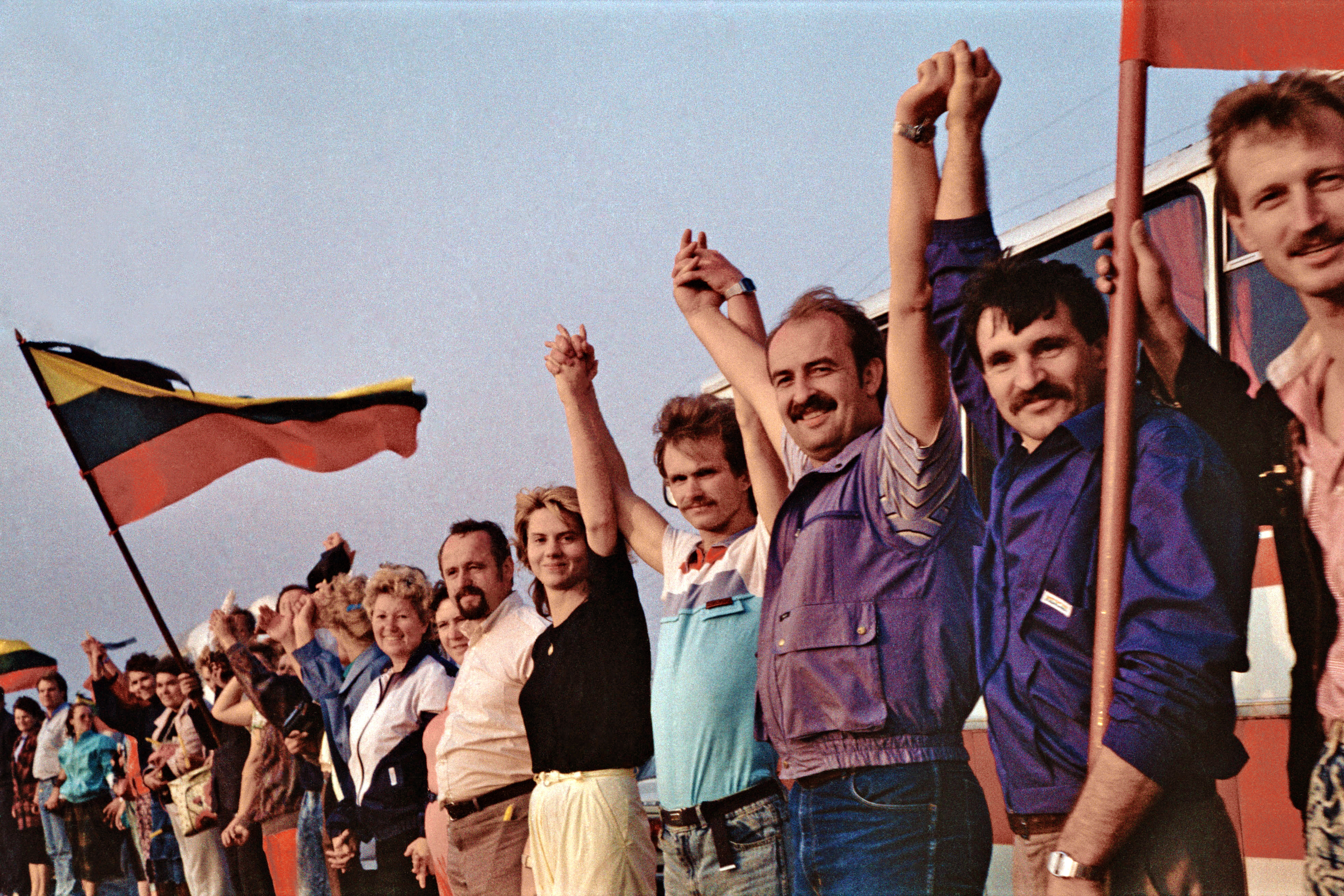
« Voie balte » en 1989.

Les pays baltes se réveillent (lituanien : Bunda jau Baltija, letton : Atmostas Baltija, estonien : Ärgake, Baltimaad) est une chanson trilingue (letton, lituanien, estonien) composée par Boriss Rezniks et dont les paroles ont été écrites par Viktors Zemgals, Žilvinas Bubēlis et Tarmo Pihlap en 1989. Elle est devenue l'hymne symbole de l'indépendance des Pays baltes. Ses paroles ont accompagné la formation de la Voie balte (une grande manifestation contre l'Union soviétique et pour l'indépendance des États baltes en commémoration du 50e anniversaire du pacte Molotov-Ribbentrop). 
La chanson est parfois considérée comme l'hymne commun des trois pays baltes. 